# Joanna Kelley
Joanna Elizabeth Kelley, de soltera Joanna Elizabeth Beaden, (Murree, 1910 - 2003) fue una funcionaria y gobernadora de prisiones británica. Dirigió prisiones en Gran Bretaña, incluida la prisión de Holloway, donde cambió la forma en que se trataba a los prisioneros durante y después de su condena. Fue ascendida de gobernadora a un puesto en el que supervisó la reconstrucción de la prisión de Holloway para permitir mejores condiciones, pero sus ideas nunca se hicieron realidad. En 1973 fue condecorada con la Orden del Imperio Británico.

## Biografía
Kelley nació en una estación de montaña llamada Murree en lo que ahora es Pakistán, donde su padre, el teniente coronel William Beadon, (1867-1916) comandaba a Los 51 sijs. Su madre, Joanna Elizabeth Kelley (de soltera Ballard, 1870-1958) era artista. Su padre fue asesinado en Irak cuando ella era una niña. Se educó en Kent en el internado Hayes Court y en Girton College, Cambridge, donde leyó Economía.
En 1934 se casó con el arqueólogo Harper Kelly. Durante la Segunda Guerra Mundial, la pareja se encontró trabajando en el Museo del Hombre de París con los alemanes listos para tomar la ciudad. Su esposo regresó a los Estados Unidos y ella regresó a Gran Bretaña. Al final de la guerra, se sorprendió al descubrir que su esposo tenía una nueva pareja. Consideró sacrosantos sus votos matrimoniales y decidió que no volvería a casarse.

## Carrera profesional
Después de su regreso a Inglaterra, el interés de Kelley se centró en el trabajo social durante la guerra. Se convirtió en líder de un club juvenil de la Asociación Cristiana de Mujeres Jóvenes en 1939. Aunque mantuvo un interés académico en la prehistoria, fue a trabajar como oficial de bienestar social del Almirantazgo británico. Ella siguió siendo una cristiana devota. En la década de 1950, usó su tiempo libre para apoyar al hermano Edward, que constituyó los Village Evangelists.
Mientras tanto, Kelley fue vicegobernadora de la prisión de HM Askham Grange y gobernadora desde 1952 hasta 1959, cuando se convirtió en gobernadora de Holloway. En Holloway, se aseguró de que los presos a largo plazo obtuvieran el mejor alojamiento y se les permitiera tener su propia vajilla, cuadros y cortinas. La prisión creó grupos "familiares" de presos, terapia de grupo y psiquiatras para apoyar a algunos presos cuando fuera necesario.
En 1965, hubo un cambio de responsabilidades y el Servicio de Libertad Condicional se hizo responsable del cuidado de los presos una vez que habían cumplido su condena. A Kelley no le entusiasmaba la idea. Esto había sido abordado previamente por un grupo de asociaciones y, con el apoyo de Kelley, se constituyeron en la Griffins Society. El nombre de la sociedad provenía de las estatuas de dos grifos que estaban a ambos lados de las puertas cuando las mujeres entraron en Holloway.
Kelley se convirtió en Subdirectora de Prisiones (Mujeres) en 1966 y al año siguiente, publicó When the Gates Shut sobre su tiempo en Holloway. El mismo año comenzaron a reconstruir la prisión de Holloway. El diseño anterior había sido un diseño de "estrella" en el que un solo guardián podía supervisar a muchos prisioneros potencialmente problemáticos y luego actuar rápidamente para alertar a sus colegas. Kelley sintió que esto estaba mal, ya que en ese momento la mayoría de las prisioneras no eran violentas. Fueron sus ideas las que inspiraron el nuevo diseño de la prisión sobre la base en su experiencia como gobernadora. Fue terminado en 1977. Durante ese periodo, recibió la Orden del Imperio Británico en 1973. El nuevo diseño permitía grupos de dieciséis prisioneros. Tenía muchas ideas sobre el diseño de los edificios que nunca se llevaron a cabo. Esto fue motivo de decepción, pero pudo recuperarse y adaptarse.

## Muerte y legado
Murió en 2003. El ministro de Hacienda, George Osborne, anunció en 2015 que la prisión de Holloway cerraría y se vendería para construir viviendas.
La documentación de Keller está en la biblioteca de la Escuela de Economía de Londres. Entre otros documentos, contienen el diario de prisión de la sufragista Annie Cobden Sanderson.